# نبوناسر
نَبوناسِر (نبوناظر) از پادشاهان سلاله نهم بابل بوده است ، نام او این است: نبو - نام ایزد - نگهبان است . از زمان این پادشاه تاریخ‌گذاری‌ها دقیق و محقق هستند. پادشاهان آشوری معاصر وی، آشورنراری پنجم و تیگلات‌پیلسر سوم و پادشاهان عیلامی معاصر وی، هومبان تَهرَه یکم (۷۴۲-ق. م) و هومبان نیکَش یکم (۷۱۷–۷۴۲ ق. م) می‌باشند. محتملاً وی پادشاه دست نشاندهٔ تیگلات‌پیلسر سوم در بابل بوده است.

## تیره و تبار
ما چیزی دربارهٔ تیره و تبار نبوناسر نمی‌دانیم، هر سه پادشاه قبل از او کلدی بوده‌اند، یکی از منابع اطلاعاتی این گونه می‌گوید: سلسلهٔ کلدی خاتمه یافت  و پادشاهی آن منتقل گشت، اما باقی مطلب به دست ما نرسیده است، احتمال دارد که این منبع در زمان پادشاهی نبوناسر تهیه و تدوین شده باشد، همچنین ممکن است که وی سفارش تهیهٔ یک وقایع نامهٔ دشنام‌آمیز را داده باشد، وقایع نامه‌ای که از سلف وی به این دلیل که با کارهایش به مقدسات توهین کرده و حرمت آنها را نگه نداشته است، بدگویی می‌کند.

## اصلاح گاهنامه
در دورهٔ حکومت وی تقویم بابلی اصلاح شد، سینکلوس از قول بروس اهل کوس می‌گوید که از زمان نبونصر بود که حرکت‌های ستارگان ثبت و ضبط شد، وی در اثر خود Babyloniaca می‌گوید:
وی نوشته‌ها و یادداشت‌های نیاکان خود را جمع‌آوری کرد و آنها را از بین برد، تا بدین طریق همگان چنین فکر کنند که تاریخ پادشاهان کلده با حکومت وی آغاز می‌شود.

## سیاست و نظامی‌گری
کشوری که از شوم‌ایشکون میراث مانده بود، به واسطهٔ تقسیم و تجزیهٔ داخلی و درگیری‌ها و کشمکش‌های بین قبایل آرامی و کلدی پاره‌پاره گشته بود و به همین علت هم قدرت مرکزی پادشاه به نحو قابل ملاحظه‌ای کاهش یافته بود.
در سومین سال حکومت نبوناسر، ژنرال آشوری توکولتی-اپیل-اشر -که در زبان عبری تیگلت پیلسر  نامیده می‌شود و بیشتر به همین نام معروف است، حکومت را در آشور قبضه کرد و پادشاه جدید این کشور شد. وی محتملاً رژیم موجود را ساقط کرد و افراد خاندان سلطنتی را قتل‌عام نمود و در اولین لشکرکشی از دو لشکرکشی اش که برای تحکیم و ایمن‌سازی مرزهای جنوبی و شرقی امپراتوری‌اش انجام داد. 
 تیگلت پیلسر سوم  به بابل یورش برد شهرهای  Hamranu و Rabbilu را غارت کرد، خدایان Šapazza را دزدید، قبایل متعدد آرامی را تحت سلطه درآورد و بر آنان چیره شد و پایتخت قبیلهٔ کلدی Bit-Šilani به نام Sarrabanu را ویران ساخت و رئیس آن قبیله به نام Nabû-ušabši را به صلابه کشید. نیروهای نظامی امپراتور آشور، کلانشهرهای Dur-Kurigalzu و سیپار را احاطه نمودند و ممکن است که حتی به شهر نیپور هم رسیده بوده باشند.
نبو ناسر،از پادشاه آشور چه درخواست کمک کرده باشد و چه نکرده باشد، به نظر می‌رسد ذی‌نفع اصلی این اقدامات، وی بوده است، چرا که پس از آن حکومتش مستحکم شد و ثبات یافت و متعاقباً توانست شورشی را که در بورسیپا به پا شده بود، فرونشاند.
اما تسلط و کنترل نبوناسر بر اوروک کم و ضعیف بود، چرا که دو تن از بزرگان و اعاظم محلی از بی‌توجهی به معبد آکیتو (Akītu) در کتیبه هایشان شکایت کرده و نالیده‌اند و اظهار کرده‌اند که خودشان معبد مزبور را مرمت و بازسازی نموده‌اند، شرایطی که نشان‌دهندهٔ غصب شدن امتیازات و اختیارات شخص پادشاه می‌باشد، در حقیقت، چنین به نظر می‌رسد که پس از هجوم تیگلات‌پیلسر، نبوناسر تبدیل به یک حاکم دست نشانده از سوی پادشاه آشور شده باشد.
بیست و سه لوح که مربوط می‌شوند به تولیدات کشاورزی، دام‌پروری، پارچه‌بافی و نساجی و خرید و فروش کالاها، اجناس و اشیای مختلف تا زمان ما باقی‌مانده است و تاریخشان مربوط می‌شود به دورهٔ از سال اول تا سال چهاردهم پادشاهی وی، از شواهد چنین بر می‌آید که این اسناد و مدارک نشان‌دهندهٔ رونق و بهبود فعالیت‌های اقتصادی در آن زمان هستند.

## فرجام کار نبوناسر
گفته می‌شود که وی مبتلا به بیماری‌ای شده و در اثر آن بیماری در قصرش در سال چهاردهم پادشاهی‌اش درگذشته است. پس از وی، پسرش نبو-نادین-زری به تخت بابل نشست. این تنها انتقال موروثی قدرت در بابل در فاصلهٔ سال‌های ۸۱۰ و ۶۲۶ ق.م. است.